# Kopa Siana

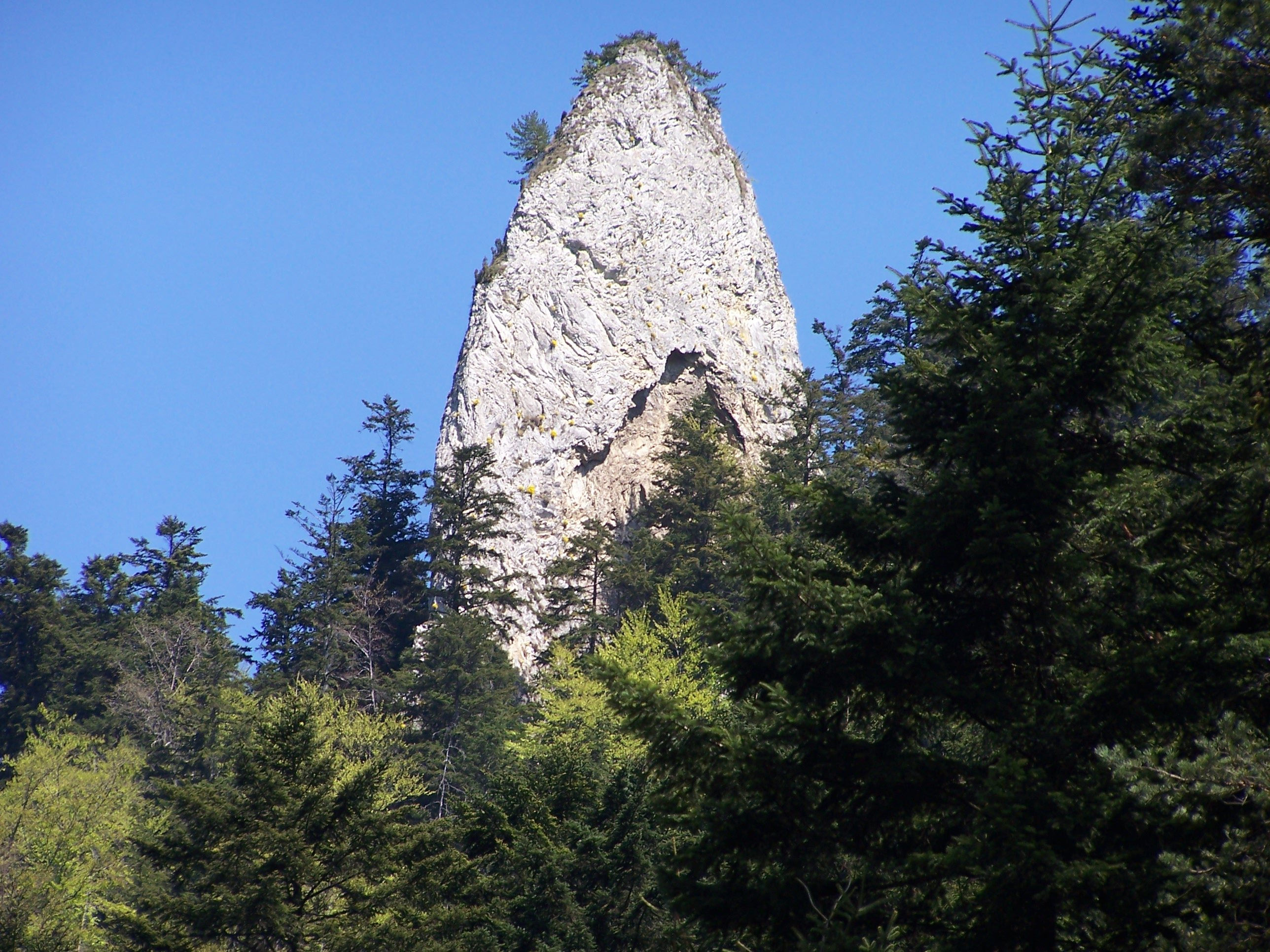
Widok od zachodniej strony

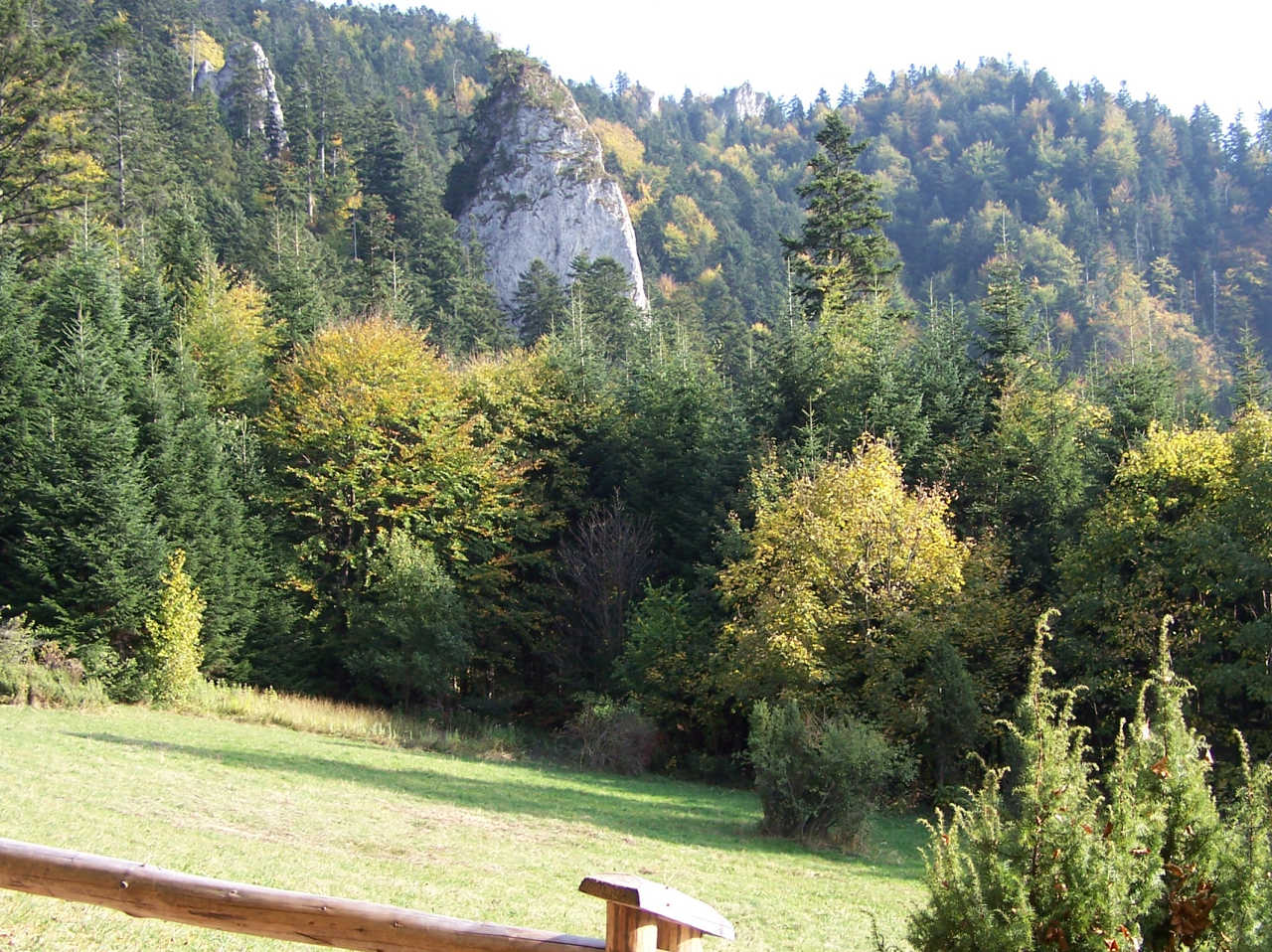
Widok z polany Szopka

Kopa Siana lub po prostu Kopa – wapienna turnia w Masywie Trzech Koron w Pieninach Właściwych. Nazwa pochodzi od tego, że swoim kształtem przypomina góralską kopę siana. Turnia ta wznosi się na wysokość 837 m n.p.m. w odległości ok. 300 m w prostej linii od platformy widokowej na Okrąglicy – najwyższym szczycie Trzech Koron. Jednak najlepiej widać jej charakterystyczny ostry i smukły kształt od strony zachodniej i z południowych stoków Polany Szopka pod Przełęczą Szopka (przy szlaku przez Wąwóz Szopczański). Jej nagie, białe wapienne bardzo strome ściany wznoszą się wysoko ponad lasem. W 1930 Kazimierz Ignacy Sosnowski pisał o niej: „zupełnie jakby koniec olbrzymiego miecza z ziemi wystawał”.
Ostry wierzchołek turni wznosi się 40 m ponad stok, zaś jej dolna ściana osiąga wysokość 80 m i w dole przechodzi w skalne żebro. Turnia ta, ze względu na swój oryginalny kształt była częstym motywem w sztuce XIX wieku. Bogusz Stęczyński pisał o niej w 1860: „skała przerażającej wysokości, od której nie tylko znaczną część krainy spiskiej, ale i Tatry widzieć można.” Została jednak zdobyta, trudną, wschodnią drogą wspinaczkową. W jej pobliżu znajdują się jeszcze inne, nie tak wybitne skały wapienne. U podnóża Kopy Siana stwierdzono w 2001 występowanie rzadkiej w Karpatach pluskwicy europejskiej.
Kopa Siana znajduje się na obszarze Pienińskiego Parku Narodowego w granicach wsi Sromowce Niżne w województwie małopolskim, w powiecie nowotarskim, w gminie Czorsztyn. Na północny wschód, nieco powyżej Kopy Siana jest podobna, ale mniejsza turnia o nazwie Kopa.
Szlak turystyki pieszej
 – Sromowce Niżne – Wąwóz Szopczański – Przełęcz Szopka. 1:15 h, ↓ 0:45 h.